# مارشال سبرينغ بيدويل
مارشال سبرينغ بيدويل هو محامي كندي، ولد في 16 فبراير 1799 في Stockbridge, Massachusetts ‏ في الولايات المتحدة، وتوفي في 24 أكتوبر 1872 في نيويورك في الولايات المتحدة.